# Elvis Goes There
Elvis Goes There é uma série de televisão norte-americana do gênero documentário, apresentada por Elvis Mitchell e lançada em em 4 de fevereiro de 2019 na Epix.

## Enredo
Elvis Goes There apresenta "o jornalista veterano viajando com cineastas e atores de primeira linha para lugares de inspiração ao redor do mundo, explorando como cada local moldou seu trabalho e identidade".

## Episódios
| N.º | Convidado            | Dirigido por     | Exibição original       |
| --- | -------------------- | ---------------- | ----------------------- |
| 1   | "Paul Feig"          | Toby Oppenheimer | 4 de fevereiro de 2019  |
| 2   | "Ryan Coogler"       | Morgan Fallon    | 11 de fevereiro de 2019 |
| 3   | "Sofia Coppola"      | ASA              | 18 de fevereiro de 2019 |
| 4   | "Guillermo del Toro" | ASA              | 25 de fevereiro de 2019 |

## Produção
Em 28 de novembro de 2018, foi anunciado que a Epix havia solicitado que os produtores trabalhassem na criação de uma série, com a primeira temporada composta por quatro episódios, com estreia marcada para 4 de fevereiro de 2019. Esperava-se que os produtores executivos incluíssem Elvis Mitchell, Cheri Barner, Simon Helberg, Jocelyn Towne, Cora Olson, Lydia Tenaglia, Craig H. Shepherd e Toby Oppenheimer. As pessoas convidados para aparecer na série incluíam atores e cineastas como Paul Feig, Sofia Coppola, Ryan Coogler e Guillermo del Toro.

## Recepção
Até 2023, a série recebeu apenas uma crítica profissional no sítio Metacritic, com avaliação positiva de 83/100. "Mitchell vai [para Londres], juntando-se a Feig em uma conversa atenciosa sobre sua carreira e para aprender o que a influenciou ao longo do caminho. De forma bastante integrada, o episódio também mergulha na própria história cinematográfica da cidade", afirma a crítica.